# سارا سیدونز
سارا سیدونز (به انگلیسی: Sarah Siddons) (۵ ژوئیه ۱۷۵۵ – ۸ ژوئن ۱۸۳۱) بازیگر انگلیسی بود. وی شناخته‌شده‌ترین بازیگر قرن ۱۸ در زمینه تراژدی بود. او خواهر جان فیلیپ کمبل، چارلز کمبل، استفان کمبل، آن هاتون و الیزابت وایتلوک بود. او شناخته‌شده‌ترین نقش در لیدی مکبث را دارد.

## زندگی‌نامه

### کودکی
او با نام سارا کمبل در بروکون برکشایر ولز زاده شد، او بزرگترین دختر راجر کمبل بود.

### مرگ
سارا سیدون در سال ۱۸۳۱ درگذشت و در قبرستان سنت ماری در پادینگتون گرین دفن شد.

## مطالعه بیشتر
- Seewald, Jan: Theatrical Sculpture. Skulptierte Bildnisse berühmter englischer Schauspieler (1750–1850), insbesondere David Garrick und Sarah Siddons. Herbert Utz Verlag, München 2007, ISBN 978-3-8316-0671-9